# Johann Leicht

Johann Leicht

Johann Leicht (* 19. Dezember 1868 in Bischberg; † 14. August 1940 in Bamberg) war ein deutscher Politiker (Zentrum, BVP).

## Leben und Wirken
Leicht wurde als Sohn eines Brauerei- und Gutsbesitzers geboren. Er besucht die Volksschule und das Gymnasium in Bamberg. Nach dem Abitur schlug Leicht die geistliche Laufbahn ein: Nach dem dreijährigen Studium der Theologie an der Bamberger Hochschule wurde er 1893 zum Priester geweiht. Danach nahm er zwei Jahre (1893–1895) lang die Aufgaben des Kaplans in Ebermannstadt und vier Jahre lang (1895–1899) die Aufgaben des Kaplans in Erlangen wahr. In den Jahren 1899 bis 1915 war Leicht Domprediger, danach Domkapitular am Bamberger Dom. Neben seiner theologischen Tätigkeit engagierte sich Leicht auch im Volksverein für das katholische Deutschland und war Diözesanpräses des Verbandes der katholischen Arbeitervereine im Bistum Bamberg.
Von April 1913 bis zur Novemberrevolution von 1918 gehörte Leicht als Abgeordneter der katholischen Zentrumspartei dem Reichstag des Kaiserreiches an, in dem er den Wahlkreis 5 (Bamberg) vertrat.
Während des Ersten Weltkrieges – für den er die Sünde, d. h. den „Neid Englands“, den „Haß der Franzosen“ und den „Rassehaß der Slaven“ (sic!) verantwortlich machte – veröffentlichte Leicht die Kriegsschrift St. Michael. Nach dem Zusammenbruch der Monarchie im Herbst 1918 wurde Leicht Mitglied der Bayerischen Volkspartei (BVP), einer Absplitterung der alten Zentrumspartei. Für die BVP zog er im Januar 1919 in die verfassungsgebende Weimarer Nationalversammlung ein, in der er den Wahlkreis 26 (Ober-, Mittel-Unterfranken) vertrat.
Bei der ersten Reichstagswahl der Weimarer Republik im Juni 1920 wurde Leicht als Kandidat seiner Partei für den Wahlkreis 29 (Franken) in den Reichstag gewählt, dem er in der Folge ohne Unterbrechung bis zum Juli 1933 als Abgeordneter und Fraktionsvorsitzender seiner Partei angehörte. Insgesamt wurde er in den folgenden dreizehn Jahren sieben Mal bei Wahlen als Abgeordneter für den Wahlkreis 29 beziehungsweise (nach einer Neudurchnummerierung der Wahlkreise) 26 (Franken), bestätigt. Zwischen dem Zentrum und der BVP gab es häufig Streit, Leicht, der dem linken Flügel der Partei zugeordnet wurde, verstand es als Fraktionsvorsitzender, diese Streitigkeiten zumeist auszugleichen, zumal er mit vielen Politikern des Zentrums, z. B. mit dem zeitweiligen Reichskanzler Wilhelm Marx befreundet war. Zudem war Leicht seit 1921 zweiter Vorsitzender des Gesamtvorstands des Volksvereins für das katholische Deutschland, in dem führende Zentrumspolitiker tätig waren. 1933 stimmte Leicht wie alle Abgeordneten der BVP und des Zentrums für das Ermächtigungsgesetz vom 24. März 1933, das die juristische Grundlage für die Errichtung der NS-Diktatur bildete.
Leicht fühlte sich dem KV eng verbunden. Bereits 1895 wurde er als Stadtkaplan in Erlangen Ehrenmitglied der KV-Verbindung Rhenania, 1920 wurde er Ehrenmitglied des K.St.V. Ottonia München. Während der zwanziger Jahre verkehrte er häufig im Berliner KV und war von dem Berliner Großstadtseelsorger Carl Sonnenschein fasziniert. 1928 wurde er, zusammen mit Sonnenschein, Ehrenmitglied der KV-Verbindung Askania Berlin (jetzt Askania-Burgundia Berlin), bei der ebenfalls viele Politiker des Zentrums Mitglied waren.
Seit 1931 hatte Leicht den Rang eines Domdekans von Bamberg und eines päpstlichen Hausdekans inne. Öffentlichen Einfluss übte er zudem über das Bamberger Volksblatt aus, das als sein Sprachrohr galt.
Bald nach der nationalsozialistischen „Machtergreifung“ sprach Leicht die Furcht vor einer Neuauflage des Kulturkampfes der Bismarck-Zeit aus. Nachdem er einmal, noch im Jahr 1933, kurzzeitig verhaftet wurde, blieb er bis zu seinem Tod 1940 weitgehend unbehelligt. 1935 wurde er Dompropst in Bamberg und erwarb sich große Verdienste bei der Sicherung der Kunstwerke und der weiteren Ausgestaltung des Doms.
Eine umfassende wissenschaftliche Biographie Leichts, dessen Nachlass nicht mehr existiert, wurde erstmals 1990 vorgelegt.

## Schriften
- Die Klagelieder des Propheten Jeremias Fastenpredigten 1905
- Das Kriegs-Vaterunser (1914)
- Sankt Michael. Ein Buch aus eherner Kriegszeit zur Erinnerung, Erbauung und Tröstung für die Katholiken deutscher Zunge. Mit einer Einführung von Paul Wilhelm von Keppler, Würzburg 1917.
- Die Notwendigkeit der Organisation der Katholiken Deutschlands zur Verteidigung der christlichen Schule und Erziehung, 1918.